# Vojenský kluzák
Vojenský kluzák je specifický druh leteckého kluzáku, který byl používán armádami různých zemí k přepravě vojáků a materiálu do bojové zóny, a to hlavně v průběhu 2. světové války. Tato bezmotorová letadla byla vytažena do vzduchu a většinu letu vlečena za dopravními letouny (např. C-47 Skytrain nebo Dakota) nebo za bombardéry (např. Short Stirling). Letouny se od vlečného letounu odpoutaly poblíž fronty a snažily se přistát na jakémkoliv vhodném otevřeném terénu poblíž cíle s nadějí, že dojde jen k malé újmě na přepravovaném materiálu a posádce, protože většina přistávacích zón měla k ideálu daleko. Jednosměrný charakter mise znamenal, že kluzáky byly konstruovány na jedno použití z běžných a levných materiálů jako je například dřevo.
Vysazování jednotek pomocí kluzáků se podobalo nasazení výsadkářů na padácích. Přesto mělo proti padákům určité výhody. Výsadkáři na padácích byli obvykle rozptýleni na rozlehlé přistávací zóně, zatímco kluzáky mohly přistát přesněji a zajistit větší koncentraci sil v cílové oblasti. Navíc kluzáky mohly být vypuštěny v určité vzdálenosti od cílové oblasti, ke které se přibližovaly v naprosté tichosti. Tím na sebe mnohem méně upozorňovaly hlídkující nepřátelské jednotky na zemi. Velké kluzáky také umožňovaly dostat do cílové oblasti i některé těžké náklady jako byla protitanková a protiletadlová děla, malá vozidla (např. džípy) a také lehké tanky (např. Mk VII Tetrarch). S takovým těžším vybavením měly přistávající jednotky, na rozdíl od lehce vyzbrojených výsadkářů, podstatně větší použitelnou sílu. Sovětský svaz také experimentoval s „létajícími tanky“, což byly lehké tanky vybavené oddělitelnými křídly a ocasními plochami tažené jako kluzáky (Antonov A-40).
Od války v Koreji nahradily kluzáky vrtulníky. Vrtulníky mají tu výhodu, že jsou schopné i vyzvednout vojáky (např. raněné) z bitevního pole. Navíc pokroky v letecké dopravě vedly k tomu, že dnes mohou být na padácích vysazovány i lehké tanky.

## Vývoj
První spolky bezmotorového létání byly rychle vojensky využity jak v Sovětském svazu, tak i v Německu, a to hlavně pro výcvik pilotů. Do roku 1934 bylo v Sovětském svazu deset škol bezmotorového létání a 57 000 pilotů s licencí na bezmotorové létání.
V roce 1932 Sovětský svaz předvedl čtyřmístný kluzák TsK Komsula, který mohl být použit i k dopravě nákladu. Byly vyvíjeny stále větší kluzáky, až byl v roce 1935 v leningradském vojenském institutu postaven kluzák s 18 místy. Plukovník Luftwaffe Kurt Student navštívil Moskvu v rámci vojenské spolupráce se Sovětským svazem. Hlásil svým nadřízeným do Berlína detaily ohledně seskoku 1 500 výsadkářů a o velkých kluzácích, které viděl. Následkem toho Luftwaffe otevřela školu pro výsadkáře v roce 1937. Dalším vývojem německých vojenských kluzáků byl pověřen Hans Jacobs z Německého výzkumného ústavu bezmotorového létání (Deutsche Forschungsanstalt für Segelflug).

## Německé vojenské kluzáky

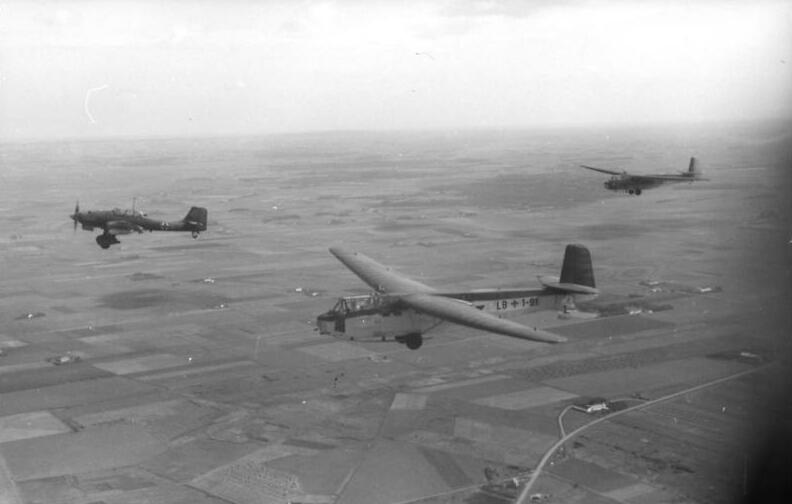
Německý kluzák DFS 230.

Němci byli prvními, kdo použili kluzáky ve válce při známém dobytí pevnosti Eben-Emael 10. května 1940. 41 kluzáků typu DFS 230, přičemž každý nesl 10 vojáků, bylo vypuštěno ze závěsů za letouny Junkers Ju 52. Deset kluzáků přistálo přímo na travnatých plochách uvnitř pevnostního systému. Během pouhých 20 minut vojáci z kluzáků neutralizovali klíčové části pevnosti na cenu 6 mrtvých a 20 raněných vojáků. Hitler chtěl z tohoto úspěchu vytěžit maximální publicitu, a proto umožnil zástupcům několika zemí prohlídku dobyté pevnosti. V důsledku toho si Britové, Američané a Japonci rychle uvědomili, jaká metoda byla k dobytí použita.
Poté byl zahájen vývoj větších kluzáků, jako byly Gotha Go 242 (23 vojáků) a Messerschmitt Me 321 (130 vojáků) k přepravě těžkých zbraní během plánovaných operací Lvoun a Barbarossa.
Německé vojenské kluzáky byly použity i v Řecku v roce 1941. 26. dubna 1941 vojáci z šesti kluzáků DFS 230 zajistili most přes Korintský kanál spolu s výsadkáři, kteří byli vysazeni z 40 transportních letounů. (Britové však byli nakonec schopni zničit most o několik hodin později.) Dále se generál Student snažil přesvědčit Hitlera, že invazi na Krétu by mohly provést jen výsadkové jednotky. V důsledku toho 20. května 1941 odstartovalo z Řecka 500 německých dopravních letadel s výsadkáři a 74 kluzáků DFS 230. Během dobývání ostrova bylo zabito nebo zraněno 5 140 německých výsadkářů z 13 000 vyslaných. Během operace bylo zničeno 350 německých letadel, z čehož polovina byly transportní Ju 52, což citelně poškodilo německé síly připravované na blízkou invazi do Sovětského svazu. V důsledku toho Hitler rozhodl, že už nikdy nepoužije výsadkové síly v takovém rozsahu.
Některé operace německých kluzáků pokračovaly i nadále. Příkladem je osvobození Benita Mussoliniho (Operace Dub) a zásobovací operace v Rusku, Severní Africe a Východní Evropě v souvislosti s blížícím se koncem války. Největším kluzákem, jaký kdy byl vyroben, byl Junkers Ju 322 Mammoth, který však nikdy nebyl použit v žádné operaci. Ne všechny vojenské kluzáky však byly plánovány pro dopravu. Kluzák Blohm & Voss BV 40 byl projektován jako stíhací kluzák útočící na formace spojeneckých bombardérů, ale nebyl nikdy použit.

## Britské vojenské kluzáky

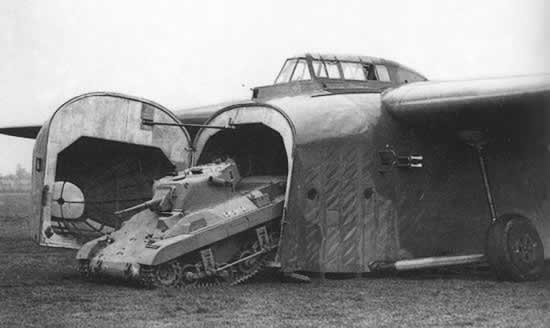
Tank M22 vyjíždí z britského kluzáku General Aircraft Hamilcar.

Vývoj britských kluzáků byl zahájen uprostřed roku 1940 v důsledku německého útoku pomocí kluzáků na belgickou pevnost Eben-Emael. Mezi vyvinutými typy byl vojenský kluzák pro 28 vojáků Airspeed Horsa a nákladní kluzák General Aircraft Hamilcar s nosností 7 tun. Kluzák General Aircraft Hotspur byl používán k výcviku pilotů kluzáků, kteří vytvořili Pluk pilotů kluzáků (Glider Pilot Regiment). Nejznámější akce britských kluzáků byly obsazení mostu Pegasus Bridge během invaze v Normandii, operace Dragoon (invaze do jižní Francie), operace Market-Garden a operace Varsity (překročení Rýna). Z 2 596 kluzáků použitých při operaci Market Garden 2 239 kluzáků efektivně dopravilo svůj náklad vojáků a vybavení do určených přistávacích zón.
Ačkoliv se kluzáky i nadále používají u Královského letectva pro výcvik mladých pilotů, již nejsou využívány v bojových operacích. Přepravní vojenské kluzáky používaly britské síly do roku 1957.

## Americké vojenské kluzáky

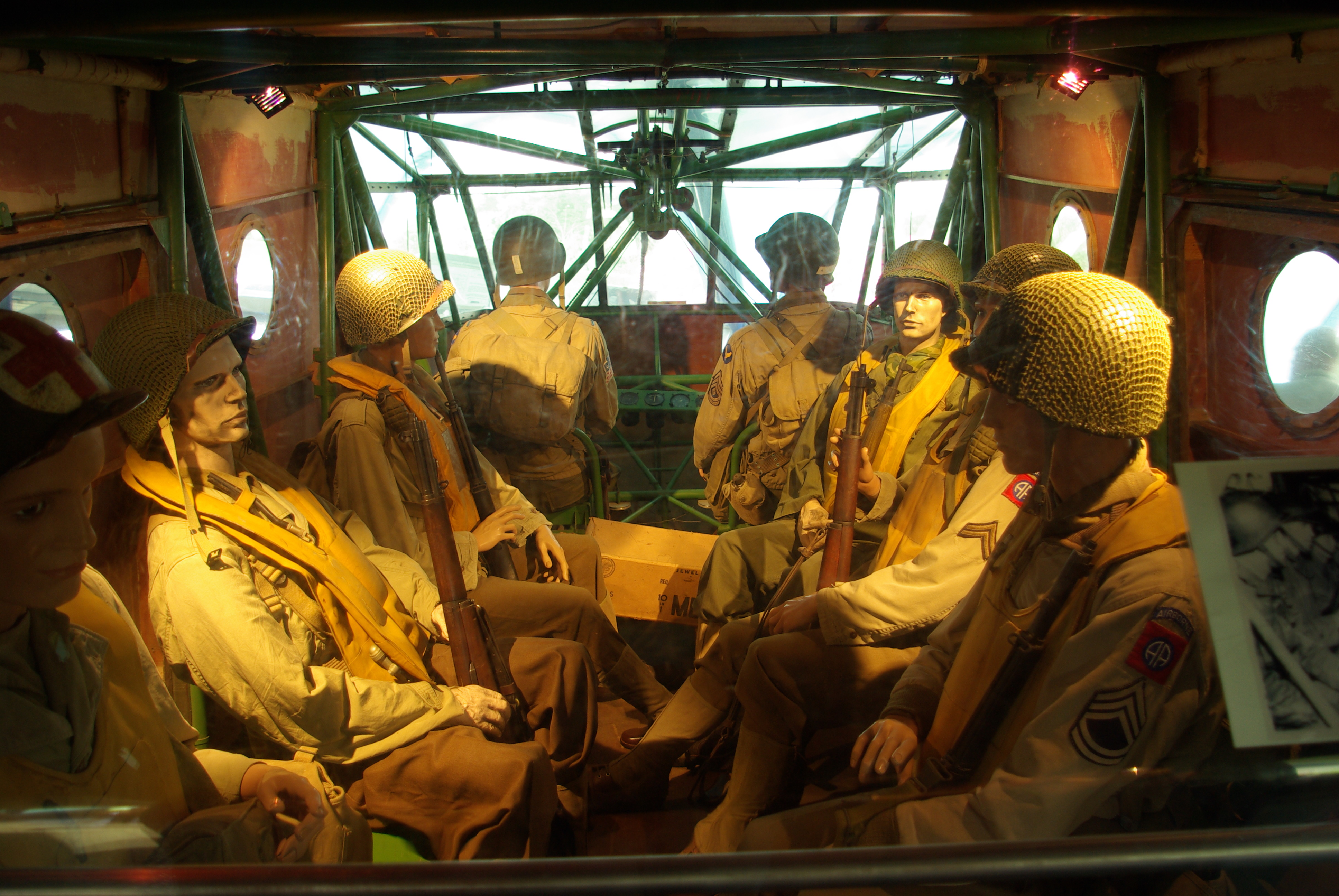
Interiér amerického kluzáku Waco CG-4.

Generál Henry H. Arnold zahájil na americkém ministerstvu války program amerických kluzáků 25. února 1941. Bylo osloveno 11 společností, aby postavily prototypy, ale jen čtyři projevily zájem a jen Waco Aircraft Company byla schopná dodat prototypy – osmimístný Waco CG-3 a patnáctimístný Waco CG-4. 15. října 1941 řízení programu převzal Lewin B. Barringer. Šokující útok na Pearl Harbor způsobil, že USA vyhlásily, že potřebují 1 000 pilotů kluzáků – 500 pro osmimístné a 500 pro patnáctimístné kluzáky. Počet požadovaných pilotů byl do června 1942 navýšen na 6 000. Poté, co byl Barringer v lednu 1943 zabit, program převzalo velitelství United States Army Air Forces a řídil jej Richard C. du Pont. Byly navrženy větší kluzáky – Waco CG-13 (30 vojáků) a Laister-Kauffman CG-10 (40 vojáků).
Nejrozšířenějším typem amerického kluzáku byl Waco CG-4A, který byl poprvé použit při invazi na Sicílii, podílel se na invazi v Normandii 6. června 1944 a všech dalších výsadkových operacích v Evropě (např. Bitva v Ardenách, Operace Market Garden, Operace Varsity). Byly použity i na bojištích v Barmě a Číně. CG-4A měl konstrukci z kovu a ze dřeva potaženou leteckým plátnem. Pilotován byl dvoučlennou posádkou, která dopravovala náklad 3 710 liber (1 700 kg), což zahrnovalo 13 plně vyzbrojených vojáků nebo džíp nebo malé dělo. CG-10 mohl nést 10 850 liber (4 920 kg) nákladu, což byly například dvě houfnice najednou. Poslední akce kluzáků se odehrála na Luzonu (Filipíny) 23. června 1945. Do konce války USA vyrobily 14 612 kluzáků a měly vycvičily více než 6 000 pilotů. Kluzáky společnosti Waco Aircraft Company vyráběla i celá řada jiných firem, mezi které patřily společnosti Ford Motor Company, Cessna Aircraft Company a společnosti vyrábějící původně nábytek, klavíry i rakve.
Po 2. světové válce si Spojené státy ponechaly jen jeden pluk kluzáků. Ty pak byly používány při různých vojenských testech v roce 1949, ale k 1. lednu 1953 byly kluzáky vyřazeny ze služeb u americké armády. Jeden z posledních amerických prototypů nákladního kluzáku, Chase XCG-20, se po motorizaci stal základem taktického transportního letounu Fairchild C-123 Provider.
Americké letectvo (USAF) však i nadále používá sportovní kluzáky na Letecké akademii Spojených států (United States Air Force Academy) k výcviku pilotů v základech létání.

## Sovětské vojenské kluzáky
Sovětský svaz se v roce 1932 stal prvním výrobcem vojenských kluzáků na světě, nicméně během 2. světové války nebyl ve velkých počtech vyráběn žádný z nich. Během války byly sériově vyráběny pouze Antonov A-7 a Gribovski G-11 – kolem 1 000 celkem vyrobených kusů. Střední kluzák KC-20 byl postaven v malé sérii. Byly použity většinou k zásobování běloruských partyzánů v letech 1942 a 1943. 21. září 1943 bylo 35 kluzáků použito k překročení řeky Dněpr. Později byly postaveny další typy kluzáků: Cybin C-25 (25 vojáků) v roce 1944, Jakovlev Jak-14 (35 vojáků) v roce 1948 a Iljušin Il-32 (60 vojáků) také v roce 1948. V roce 1950 se Jak-14 dostal na titulní stránky novin, když se stal prvním kluzákem, který přeletěl severní pól.
Sovětský svaz udržoval tři pluky kluzáků až do roku 1965. Avšak sovětské kluzáky začaly být postupně vyřazovány s příchodem turbovrtulových transportních strojů, jako byly například Antonov An-24 a Antonov An-12, v 50. letech 20. století.